# Lester Young with the Oscar Peterson Trio

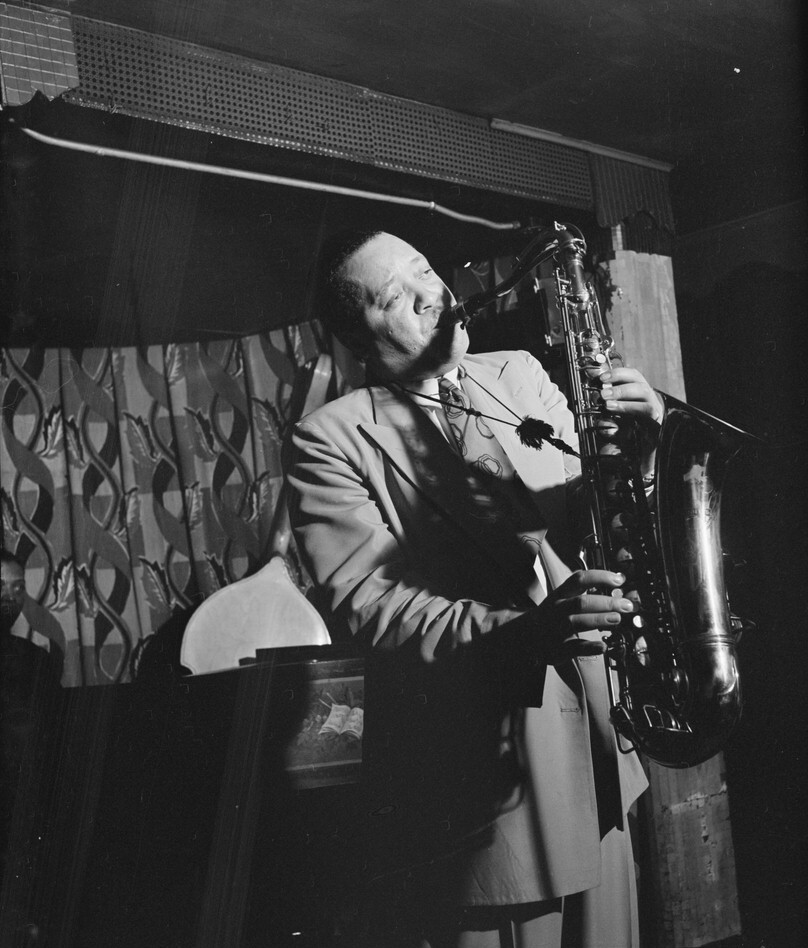
Lester Young, Auftritt im New Yorker Famous Door, ca. September 1946. Fotografie von William P. Gottlieb.

Lester Young with the Oscar Peterson Trio (#1 & 2) ist ein Jazz-Album von Lester Young. Es wurde am 28. November 1952 in New York City aufgenommen und zunächst von Norgran Records auf zwei 25-cm-Langspielplatten veröffentlicht. Die Aufnahmen dieser Session erschienen schließlich vollständig 1997 auf der CD The President Plays with the Oscar Peterson Trio. Eine remasterte CD-Ausgabe erschien 2005 auf Verve Records unter dem ursprünglichen Titel.

## Das Album
Nachdem ihm Norman Granz im Rahmen seiner Jazz-at-the-Philharmonic-Konzerte um 1945 Auftrittsmöglichkeiten zukommen ließ, nahm er den Swing-Saxophonisten in unregelmäßiger Folge auf seinem neu gegründeten Label Clef und Norgran auf; erste Aufnahmen waren schon 1943 mit dem Nat-Cole-Trio entstanden. Nach seinen Einspielungen für Aladdin und Savoy setzte Lester Young um 1950 seine Aufnahmetätigkeit für Norman Granz fort, beginnend mit einer Session mit Hank Jones, Ray Brown und Buddy Rich 1949 und einer weiteren mit John Lewis, Gene Ramey und Jo Jones 1951.
Es folgten am 28. November 1952 Einspielungen mit dem Oscar Peterson Trio mit Ray Brown und J. C. Heard sowie dem Gitarristen Barney Kessel als Gast, der die Formation zum Quintett erweiterte. Young optierte bei der Auswahl der Musiker auf eine einfache Rhythm Section; die Musiker waren Pres aus den JATP-Tourneen dieser Zeit wohlvertraut. Granz ließ die Band um den Tenorsaxophonisten Material für zwei 25 cm-Schallplatten (10-Inch-LP) aufnehmen, die dann auf „Norgran“ unter dem Titel Lester Young with the Oscar Peterson Trio, #1 & 2 erschienen sind. Insgesamt nahm Pres in der November-Sitzung 14 Titel auf, unter denen auch die Nummer (It Takes) Two to Tango war, die die seltene Möglichkeit bietet, Lester Young als „Sänger“ zu erleben; dieses Stück blieb aber zunächst unveröffentlicht.

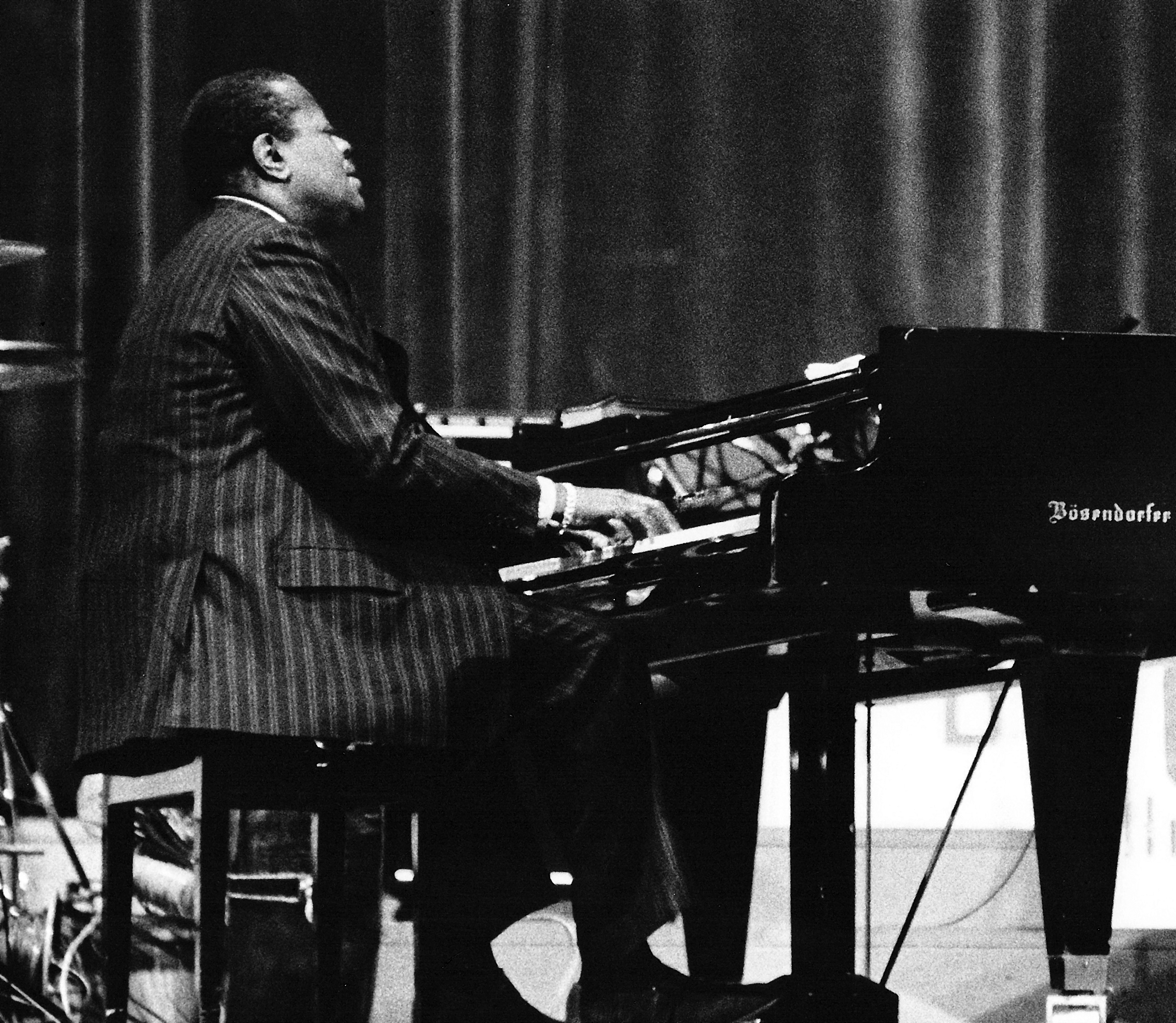
Der Pianist Oscar Peterson 1977 in München

Ansonsten basierte das aufgenommene Material bis auf das Young-Original Ad Lib Blues auf gängigen Jazzstandards wie These Foolish Things, Vernon Dukes I Can’t Get Started, Vincent Youmans´ Tea for Two, Jimmy McHughs Nummern I Can’t Give You Anything but Love und On the Sunny Side of the Street oder Hoagy Carmichaels Stardust.
Das Album beginnt mit Youngs swingendem Ad Lib Blues, im mittleren Tempo spielt er auch Frederick Loewes Klassiker Almost Being in Love. Die mit über sieben Minuten längsten Titel sind die mittleren bzw. schnellen Nummern; so die Version von Just You, Just Me, ein swingendes Tea for Two sowie das im Medium-Tempo gespielte (Back Home Again in) Indiana, die jeweils Oscar Peterson und Barney Kessel genug Raum für ihre Soli lassen. Höhepunkte der Session sind aber die Balladen, deren Interpretation Lester Young in dieser Zeit zur Meisterschaft entwickelte, hier I’m Confessin´, Star Dust und These Foolish Things oder seine wohl bekannteste Ballade, I Can’t Get Started, bei der Oscar Peterson aussetzt und Pres von Gitarrist Barney Kessel begleitet wird. Die CD-Ausgabe enthält auch einen knapp einminütigen false start von I Can’t Get Started, der Gelegenheit bietet, die Studioatmosphäre mit Unterhaltungen der Musiker zu erfahren.

## Bewertung des Albums
Ralf Dombrowski nannte in seiner Basis-Diskothek Jazz Oscar Petersons Trio „die perfekte Umgebung für seine sophisticated fließenden Linien, mit denen er der Hektik der Hipster von der 52nd Street entgegentreten konnte.“ Die Aufnahmen würden „einen seiner glänzendsten Tage vor dem Mikrophon“ dokumentieren, „die rhythmischen Experimente in Ad Lib Blues denken bereits die rhythmischen Avantgardeexperimente der folgenden Jahre an“, der melodische Fluss von Almost Like Beeing in Love sei „von zwingender Eleganz und Dramaturgie, sein retardierende Solo über Tea for Two nötigt der Bebop-Geschwindigkeit ein über die Skalen hinausgehendes Formbewusstsein ab, und Klassiker wie On the Sunny Side of the Street gelingen ihm mit vollendeter Klangschönheit.“
Richard Cook und Brian Morton erwähnen in ihrer Besprechung des Albums, das sie mit der zweithöchsten Bewertung auszeichneten, den „bizarren“ Gesangsbeitrag Lester Youngs als „ein Kuriosum“, loben jedoch die gesamte Session als „eine der besten dieser Spätphase.“
Im Allmusic bewertet Scott Yanow das Album mit der Höchstnote und erwähnt, dass Tenorsaxophonist Lester Young in den 1950er Jahren immer dann, wenn er halbwegs gesund war, schließlich einige seiner besten Aufnahmen machte. Zu diesen wunderbaren Leistungen gehören auch die mit Oscar Peterson, Barney Kessel, Ray Brown und J.C. Heard eingespielten Versionen von Just You, Just Me und Tea for Two sowie eine Reihe seiner unvergesslichen Wiedergaben von Balladen, wie On the Sunny Side of the Street, Almost Like Being in Love, I Can’t Give You Anything but Love, There Will Never Be Another You und I’m Confessin’. Scott Yanow schließt mit Essential music.

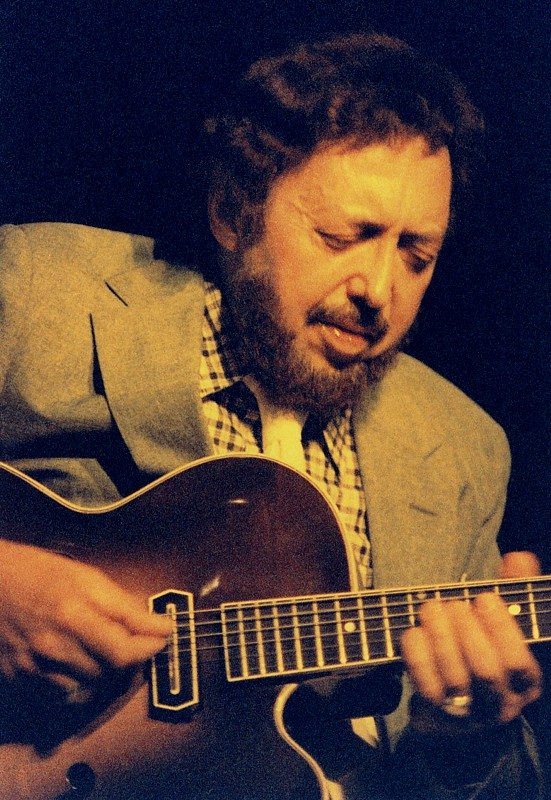
Barney Kessel

In All About Jazz schrieb der Kritiker Jason Laippley in seiner ausführlichen Besprechung des Albums, schon in seiner Eingangsnummer, dem Ab Lib Blues, swinge der Saxophonist mit Leidenschaft und Stil; er zeige die vollkommene Beherrschung seines Instruments und des Songs. Die Musik gehe dabei dorthin, wohin er sie führt; Pres scheine „die Musik nach draußen zu führen“, sie gleite „auf seinem silberhellen Ton und fließe förmlich auf der Melodie. Youngs Solos steigen auf und gleiten scheinbar wie selbstvergessen über den Rest des Songs, hier scheinen die Songs immer dem Weg Lester Youngs zu folgen. Sein üppiger Ton hüllt gleichsam die langsamen Balladen ein, besonders „I Can’t Get Started“, eine Spezialität von Pres. Star Dust sei gleichermaßen fesselnd und On The Sunny Side Of The Street schreite leicht dahin und empfange den Hörer gleichsam mit einem Lächeln“. Zu Two to Tango merkt der Autor an, Pres’ Gesangseinlage sei zwar wirklich in keiner Hinsicht außergewöhnlich, offenbare aber dem Hörer eine „Gelegenheit zu einem flüchtigen Blick auf eine der wohl originellsten Persönlichkeiten.“

Die Aufnahmen würden die gängige Meinung in Frage stellen, dass sein Spiel nach dem Zweiten Weltkrieg nie mehr so gut war wie zuvor: Auch Peterson und sein Trio spielten dabei wunderbar, aber bis auf ein paar Solos für den Gastgitarristen Barney Kessel gehöre die Session eindeutig Lester Young, auch wenn dieser bekannt dafür war, seinen Mitmusikern genug Raum für Soli zu gewähren.

## Die Titel
- Norgran Records (MGN 5, MGN 6, MGN 1054 [LPs], Verve 521 451-2 [CD])
  1. Ad Lib Blues (Young) – 5:50
  2. I Can’t Get Started (Vernon Duke / Ira Gershwin) – 3:39
  3. Just You, Just Me (Jesse Greer / Raymond Klages) – 7:37
  4. Almost Like Being in Love (Frederick Loewe / Alan Jay Lerner) – 3:31
  5. Tea For Two (Vincent Youmans / Irving Caesar) – 7:42
  6. There Will Never Be Another You (Mack Gordon / Harry Warren) – 3:25
  7. (Back Home Again In) Indiana (James Hanley / Baillard McDonald) – 7:01
  8. On the Sunny Side of the Street (Dorothy Fields / Jimmy McHugh) 3:24
  9. Star Dust (Hoagy Carmichael / Mitchell Parish) – 3:32
  10. I’m Confessin’ (Daugherty/Reynolds / Neiburg) – 3:39
  11. I Can’t Give You Anything But Love (McHugh/Fields) – 3:19
  12. These Foolish Things (Harry Link / Jack Strachey / Holt Marvell) – 3:24
  13. (It Takes) Two to Tango (Al Hoffman / Dick Manning) 6:04
  14. I Can’t Get Started (False Start) 0:52
- Die Stücke 2 und 14 sind ohne Beteiligung von Oscar Peterson aufgenommen.

## Diskografische Hinweise
Die Titel Ad Lib Blues, Just You, Just Me, I Can’t Get Started, Almost Like Being In Love erschienen auf der 10-Inch-LP (MGN 6) Lester Young With The Oscar Peterson Trio, #1; die Titel Tea For Two, Indiana, On the Sunny Side of the Street und There’ll Never Be Another You auf der 10-Inch-LP (MGN 6) Lester Young With The Oscar Peterson Trio, #1.
Auf der 12-Inch-LP (MGN 1054) The Pres-Ident Plays With The Oscar Peterson Trio erschienen dann Ad Lib Blues, Just You, Just Me, Tea For Two, Indiana, I Can’t Get Started, On the Sunny Side of the Street, Almost Like Being In Love und There’ll Never Be Another You (später unter Verve MGV 8144).
Auf seinem Label Clef veröffentlichte Norman Granz unter Clef 89027 die Lester Young 78er-Schallplatte Almost Like Being in Love c/w There’ll Never Be Another You, analog unter Clef 89045 die 78er On The Sunny Side of the Street c/w I Can’t Get Started.
und in der 89100 series als 10-inch-LP (78 rpm) bzw.7-Inch-Schallplatte unter Clef 89100 Can’t Give You Anything but Love c/w I’m Confessin' (That I Love You).